# Callitriche deflexa
Callitriche deflexa é uma espécie de planta com flor pertencente à família Callitrichaceae. 
A autoridade científica da espécie é A. Braun ex Hegelm., tendo sido publicada em Monographie der Gattung Callitriche 58, pl. 3, f. 2, pl. 4, f. 4. 1864.

## Portugal
Trata-se de uma espécie presente no território português, nomeadamente no Arquipélago dos Açores.
Em termos de naturalidade é nativa da região atrás indicada.

## Protecção
Não se encontra protegida por legislação portuguesa ou da Comunidade Europeia.